# Wavrans-sur-l'Aa
Wavrans-sur-l'Aa és un municipi francès situat al departament del Pas de Calais i a la regió dels Alts de França. L'any 2007 tenia 1.307 habitants.

## Demografia

### Població
El 2007 la població de fet de Wavrans-sur-l'Aa era de 1.307 persones. Hi havia 461 famílies de les quals 87 eren unipersonals (28 homes vivint sols i 59 dones vivint soles), 157 parelles sense fills, 201 parelles amb fills i 16 famílies monoparentals amb fills.
La població ha evolucionat segons el següent gràfic:
Habitants censats

### Habitatges
El 2007 hi havia 497 habitatges, 471 eren l'habitatge principal de la família, 10 eren segones residències i 16 estaven desocupats. 496 eren cases i 1 era un apartament. Dels 471 habitatges principals, 381 estaven ocupats pels seus propietaris, 87 estaven llogats i ocupats pels llogaters i 4 estaven cedits a títol gratuït; 2 tenien una cambra, 12 en tenien dues, 50 en tenien tres, 115 en tenien quatre i 292 en tenien cinc o més. 389 habitatges disposaven pel capbaix d'una plaça de pàrquing. A 197 habitatges hi havia un automòbil i a 239 n'hi havia dos o més.

### Piràmide de població
La piràmide de població per edats i sexe el 2009 era:
| Homes | Edats   | Dones |
| ----- | ------- | ----- |
| 4     | 95 o +  | 0     |
| 0     | 90 a 94 | 4     |
| 4     | 85 a 89 | 8     |
| 4     | 80 a 84 | 16    |
| 16    | 75 a 79 | 20    |
| 24    | 70 a 74 | 24    |
| 24    | 65 a 69 | 24    |
| 32    | 60 a 64 | 16    |
| 16    | 55 a 59 | 24    |
| 44    | 50 a 54 | 44    |
| 28    | 45 a 49 | 32    |
| 20    | 40 a 44 | 24    |
| 52    | 35 a 39 | 32    |
| 52    | 30 a 34 | 36    |
| 76    | 25 a 29 | 68    |
| 48    | 20 a 24 | 36    |
| 44    | 15 a 19 | 48    |
| 40    | 10 a 14 | 64    |
| 28    | 5 a 9   | 60    |
| 68    | 0 a 4   | 32    |

## Economia
El 2007 la població en edat de treballar era de 842 persones, 598 eren actives i 244 eren inactives. De les 598 persones actives 537 estaven ocupades (296 homes i 241 dones) i 61 estaven aturades (27 homes i 34 dones). De les 244 persones inactives 83 estaven jubilades, 77 estaven estudiant i 84 estaven classificades com a «altres inactius».

### Ingressos
El 2009 a Wavrans-sur-l'Aa hi havia 469 unitats fiscals que integraven 1.319 persones, la mediana anual d'ingressos fiscals per persona era de 15.428 €.

### Activitats econòmiques
Dels 20 establiments que hi havia el 2007, 1 era d'una empresa de fabricació d'altres productes industrials, 4 d'empreses de construcció, 1 d'una empresa de comerç i reparació d'automòbils, 3 d'empreses de transport, 3 d'empreses d'hostatgeria i restauració, 1 d'una empresa financera, 1 d'una empresa immobiliària, 2 d'empreses de serveis, 1 d'una entitat de l'administració pública i 3 d'empreses classificades com a «altres activitats de serveis».
Dels 5 establiments de servei als particulars que hi havia el 2009, 1 era un guixaire pintor, 3 electricistes i 1 perruqueria.
L'únic establiment comercial que hi havia el 2009 era una botiga de menys de 120 m².
L'any 2000 a Wavrans-sur-l'Aa hi havia 32 explotacions agrícoles que ocupaven un total de 1.425 hectàrees.

## Equipaments sanitaris i escolars
El 2009 hi havia una escola elemental.

## Poblacions més properes
El següent diagrama mostra les poblacions més properes.